# Gromphas dichroa
Gromphas dichroa là một loài bọ cánh cứng trong họ Bọ hung (Scarabaeidae).